# John de Menteith
John de Menteith de Ruskie et Knapdale (né vers 1275 – mort vers 1329) est un noble écossais actif pendant les Guerres d'indépendance de l'Écosse. Il est connu pour avoir capturé et livré aux Anglais William Wallace en 1305. Nommé par le roi d'Angleterre comte titulaire de Lennox en 1306, il rallie ensuite le parti de Robert Ier Bruce en 1308 et reçoit de grande donations dans le Knapdale et le Kintyre pour ses services.

## Biographie
Sir John est le plus jeune fils de Walter Balloch Stuart, et de Marie, comtesse de Menteith, l'héritière de Walter Comyn, seigneur de Badenoch de jure uxoris comte de Menteith du fait de son mariage avec Isabelle de Menteith, la sœur ou la cousine de la précédente. John détient le pays de Ruskie dans le Stirlingshire et il est présent à Turnberry lorsque son père Walter Stuart et les Bruces, concluent l'accord de Turnberry le 20 septembre 1286.
Avec son frère aîné Alexandre, John s'engage dans la résistance contre le roi Édouard Ier d'Angleterre et ils sont tous deux faits prisonniers lors de la bataille de Dunbar le 27 avril 1296. Alors qu'Alexandre est rapidement relâché après avoir juré fidélité, John reste prisonnier au château de Nottingham en Angleterre jusqu'en août 1297, quand Édouard le libère de prison et qu'il fait le serment de servir le roi lors de sa campagne en Flandre.
Il est nommé connétable du Lennox et ravage les domaines des partisans d'Édouard Ier dans la région en 1301. John est envoyé en 1303 négocier la paix avec les Anglais mais il fait traîner sa mission. En 1303, John se soumet et il revient dans la faveur d'Édouard. Le 20 mars 1304, il est nommé gardien (en anglais : Warden) du château et de la ville de Dumbarton. Édouard souhaite ainsi mettre en sécurité les fortifications de cet accès maritime majeur à l'Écosse. Dans le cadre de sa fonction de shérif de Dumbarton, John capture William Wallace le 5 août 1305 et le livre aux Anglais. Pour cette action, il est désigné comme un traître et reçoit de ses contemporains le surnom infamant de  « Fause Menteith » (Menteith le Faux, c'est-à-dire le Traître) .
Menteith est désigné comme l'un des représentants des barons écossais lors du parlement des deux nations assemblé à Londres en septembre 1305 et il est choisi par le conseil écossais pour assister Jean de 
Bretagne, le nouveau Gardien de l'Écosse, pour le compte des Anglais. John reçoit le 1er juin 1306 d'Édouard le comté de Lennox, et le 15 juin l'office à vie de gardien du château et de la cité de Dumbarton avant de retourner en Écosse en octobre.
Édouard II convoque John en décembre 1307 pour qu'il se joigne à lui pour combattre la révolte de Robert Bruce, toutefois John renonce à son comté de Lennox, et se joint aux partisans de Bruce. Le roi Robert Ier d'Écosse remercie John en lui accordant des donations dans le Knapdale et Kintyre. En mars 1308, John est parmi les magnats écossais qui écrivent au roi Philippe IV de France au nom de la nation et en 1309, il est désigné avec Sir Nigel Campbell pour traiter avec Richard de Bourg, comte d'Ulster, et ils reçoivent un sauf-conduit le 21 août du roi Édouard II. 
Les domaines anglais de John sont confisqués pour trahison. En 1316, il est chargé avec Thomas Randolph, 1er comte de Moray, de négocier pour le compte de Robert Bruce une trêve avec les Anglais. John reste ensuite étroitement attaché à la cour royale, comme le montre ses nombreuses participations comme témoin à des chartes et au Parlement d'Arbroath en avril 1320, il est l'un des signataires de la Déclaration d'Arbroath envoyée par les barons écossais au pape Jean XXII. Dans cet acte, John est considéré comme le gardien du comté de Menteith, car son petit-neveu Alan II Stuart est encore mineur lors de la mort de son père Alan de Menteith. John est un des négociateurs de la trêve de treize ans entre Bruce et les Anglais, signée le 30 mai 1323 et il est présent lors du conseil écossais de Berwick en juin. La dernière mention le concernant est de 1329, pendant la minorité de David II d'Écosse.

## Postérité
D'une épouse inconnue, il laisse quatre enfants :
- Sir John de Menteith le Jeune, épouse Hélène, fille de Gartnait de Marr, comte de Mar
- Walter Menteith
- Helena, épouse Gillepsie Campbell
- Johanna Menteith, épouse : (1) Malise IV de Strathearn, (2) John Campbell, comte d'Atholl, (3) Maurice de Moray, comte de Strathearn, (4) William de Moravia, comte de Sutherland

## Source
- (en) Michael Brown, The Wars of Scotland 1214~1371, The New Edinburgh History of Scotland IV. Edinburgh University Press, (Edinburgh 2004)  (ISBN 0748612386).